# (5516) Jawilliamson
(5516) Jawilliamson es un asteroide perteneciente al cinturón de asteroides descubierto el 2 de mayo de 1989 por Eleanor F. Helin desde el Observatorio del Monte Palomar, Estados Unidos.

## Designación y nombre
Designado provisionalmente como 1989 JK. Fue nombrado Jawilliamson en honor de Jack Williamson, escritor de ciencia ficción, que ha ayudado a definir el desarrollo de la ciencia ficción contemporánea. Durante 65 años, escribió ciencia ficción de todos los tipos concebibles, desde la ópera espacial hasta la variedad más moderna orientada a la tecnología. Ha influenciado a muchas personas en su búsqueda de carreras en la ciencia y en la escritura científica.

## Características orbitales
Jawilliamson está situado a una distancia media del Sol de 2,584 ua, pudiendo alejarse hasta 3,020 ua y acercarse hasta 2,148 ua. Su excentricidad es 0,168 y la inclinación orbital 12,98 grados. Emplea 1517,65 días en completar una órbita alrededor del Sol.

## Características físicas
La magnitud absoluta de Jawilliamson es 13,3. Tiene 11,535 km de diámetro y su albedo se estima en 0,072. 